# 庄文杰
庄文杰（英語：Darren Ch'ng Boon Keat，1985年4月30日—），马来西亚人，ASTRO AEC《新闻报报看》、《八點最熱報》、《不同凡飨》、《女人好健康》、《尋花探草》、《校園報報看》、《新春食堂》系列、《脚踏食地》系列等节目主持人。
莊文杰畢業於臺灣國立政治大學廣播電視學系，曾任職臺灣中華電視行腳節目執行製作及攝影剪接、壹電視財經節目執行製作。 2014年返回馬來西亞，擔任ASTRO旗下時事節目主持人。

## 影视作品

### 电视剧
- 《患者》 饰演 文杰（特别演出）

### 主持节目
- 时事：《新闻报报看》、《八點最熱報》
- 行腳：《尋花探草》、《脚踏食地》、《不同凡飨》
- 訪談：《新春食堂》、《企人企事》、《他們的馬來西亞》
- 綜藝：《天聲好拍檔》、《哈囉交換生》
- 健康：《誰是健康之霸》、《女人好健康》
- 校園：《校園報報看》、《三語難不難》

## 外部連結
- 庄文杰的Facebook專頁
- 庄文杰的Instagram帳戶